# Kapverdiske escudo
Kapverdisk escudo (ISO 4217-kode: CVE) er møntenheden på Kap Verde. Navnet kommer af at landet tidligere var en portugisisk koloni, og Portugals valuta var escudo frem til den blev erstattet af euro.
Kapverdiske escudoer har en fast valutakurs mod euro.

## Historie
Escudo blev Kap Verdes valuta i 1914, da den erstattede real. Frem til 1930 brugte Kap Verde de samme mønter som Portugal, men fik sine egne pengesedler i 1869.

## Eksternt link
- Kap Verdes centralbank (portugisisk)

- Wikimedia Commons har flere filer relateret til Kapverdiske escudo

| Artikelstump | Spire Denne artikel om penge eller valuta er en spire som bør udbygges. Du er velkommen til at hjælpe Wikipedia ved at udvide den. |